# Živi i mrtvi (2007.)
Živi i mrtvi je antiratni dugometražni igrani film rađen po romanu pisca Josipa Mlakića u koprodukciji Republike Hrvatske i BiH. Ratna drama koja isprepliće dvije priče – jednu iz rata 1993. godine u Bosni i Hercegovini i drugu koja se odvija na istom mjestu ali 1943. godine. Film je sniman na lokacijama u općinama Uskoplje i Prozor-Rama, te jednim manjim dijelom u Zagrebu. 

## Radnja
Negdje u Bosni 1993. grupa vojnika HVO-a dobiva zadatak držati jedan od najvažnijih položaja prema srpskim snagama, u brdima kod lovačke barake. No iste večeri po dolasku na položaj, njima iza leđa izbija hrvatsko-muslimanski sukob čime ostaju odsječeni od svojih suboraca. Tada se moraju provlačiti preko srpskih i muslimanskih položaja da se dokopaju spasa – Crnih voda. Pri povlačenju nailaze na kolibu u kojoj su vojnici Armije BiH, te ih napadaju i ubijaju. Sljedeće jutro, Robe ubija zapovjednika Ivu, misleći da je vojnik ABiH, te malo kasnije i on gine stavši na minu. U noći kada su krenuli iz kolibe vojnike HVO-a napadaju Muslimani. Nakon tog napada, samo Tomo, Ćoro i Vijali ostaju živi, te kasnije krenu i dođu do groblja gdje ginu Ćoro i Tomo. Vijali biva ranjen te mu se pričinjavaju ustaše, domobrani, vojnici ABiH, partizani i njegovi mrtvi suborci.
U Bosni 1943. dvojica ustaša vode grupu domobrana u akciju protiv manje skupine partizana. Među domobranima je Martin, te Ferid koji upropašten viješću da mu je čitava obitelj pomrla od tifusa, odlučuje dezertirati. No to mu neuspijeva pošto njega, Martina i Stojana koji su ga tražili napadaju partizani. Ferid i Stojan u okršaju ginu, kao i partizani koji su ih napali. Krenuvši dalje, domobrane ponovno napadaju partizani, dio ih pogiba, a ustaškog satnika Danu Boru partizani zarobljavaju. Martin ostaje s ustašom Seminom koji mu kaže da pobjegne, što Martin i učini.

## Glumci po ulogama
- Filip Šovagović kao Tomo i Martin
- Velibor Topić kao Vijali
- Slaven Knezović kao Ćoro
- Marinko Prga kao Mali
- Borko Perić kao Robe
- Miro Barnjak kao Ivo
- Božidar Orešković kao Zapovjednik
- Enes Vejzović kao Ferid i Vojnik ARBiH u kolibi
- Izudin Bajrović kao Stojan
- Ljubomir Jurković kao Semin
- Robert Roklicer kao ustaški satnik Dane Boro
- Zvonko Zečević kao domobranski natporučnik Knez
- Nino Sorić kao Pejo
- Nermin Omić kao Masni i Domobran

## Nagrade
Pula 2007 - Zlatna Arena za:
- Specijalni efekti: Goran Rukavina i Branko Repalust
- Posebna Zlatna Arena: Ivica Drnić, dizajner zvuka, Damir Valinčić i Igor Fabris, snimatelji zvuka, za ton
- Glazba u filmu: Andrija Milić
- Montaža: Goran Guberović - postumno
- Kamera: Dragan Marković i Mirko Privčević
- Sporedna muška uloga: Borko Perić
- Režija: Kristijan Milić

Međunarodni festival filmske kamere Bitola 
- Glavna nagrada - Zlatna kamera 300

FEST 2008 Beograd 
- Nagrada -  Evropa van Evrope

Grossmannov festival filma i vina 2008 Ljutomer 
- Glavna nagrada -  Hudi maček

## Zanimljivosti
- Britanski novinski list The Independent je u tekstu o smrti nacističkog zločinca Samuela Kunza postavio sliku ustaše Semina iz ovoga filma kojega je glumio hrvatski glumac Ljubomir Jurković napisavši da se radi o tom zločincu.[1][2]